# Montalieu-Vercieu
Montalieu-Vercieu ist eine französische Gemeinde mit 3508 Einwohnern (Stand: 1. Januar 2022) im Département Isère in der Region Auvergne-Rhône-Alpes. Sie gehört zum Arrondissement La Tour-du-Pin und ist Teil des Kantons Morestel.

## Geografie
Montalieu-Vercieu liegt an der Rhône. Umgeben wird Montalieu-Vercieu von den Nachbargemeinden Porcieu-Amblagnieu im Norden und Nordwesten, Villebois im Nordosten, Serrières-de-Briord im Osten, Bouvesse-Quirieu im Süden und Südosten sowie Charette im Westen.
Durch die Gemeinde führt die frühere Route nationale 75.

## Bevölkerungsentwicklung
| Jahr                       | 1962 | 1968 | 1975 | 1982 | 1990 | 1999 | 2006 | 2011 |
| -------------------------- | ---- | ---- | ---- | ---- | ---- | ---- | ---- | ---- |
| Einwohner                  | 1754 | 1842 | 1756 | 2329 | 2076 | 2178 | 2632 | 3185 |
| Quellen: Cassini und INSEE |      |      |      |      |      |      |      |      |

## Sehenswürdigkeiten
- Rathaus aus dem 19. Jahrhundert
- Waschhäuser
- Schloss Porcieu
- Kirche aus dem Jahre 1833
- Alter Bahnhof

## Persönlichkeiten
- Louis Rivet (1883–1958), General
- Ninon Vallin (1886–1961), Sängerin